# Sośno
Sośno is een dorp in het Poolse woiwodschap Koejavië-Pommeren, in het district Sępoleński. De plaats maakt deel uit van de gemeente Sośno en telt 980 inwoners.